# サテライト・ラヴァーズ
サテライト・ラヴァーズ（Satellite Lovers）は、女性1人・男性2人の3人組の日本のポップスのグループ。当初は渋谷系のフォーキーなソウルサウンドだったが、後にヒップホップ色を強めた。

## メンバー
池内 美加
ボーカル、東京都渋谷区出身。
鈴木 洋之
ギター、静岡県御前崎市大東出身。
NAKANO YUTAKA (中野 豊)
ギター、ベース、山梨県南巨摩郡富士川町出身。

## ディスコグラフィー

### アルバム／ミニ・アルバム
- MUSIC （1994年11月10日 WAVE） - 1stアルバム。ジミ・ヘンドリックスのカバー「Crosstown traffic」を収録
- Sons of 1973 （1996年7月1日、Oo RECORDS） - ミニ・アルバム（"Sons of 1997"と同時発売）
- Sons of 1997 （1996年7月1日、Oo RECORDS） - ミニ・アルバム（"Sons of 1973"と同時発売）
- BKLN （1996年12月12日、Oo RECORDS） - アルバム

### シングル
- with you（1994年、WAVE） - 1stアルバムからのシングル・カット
- SUNLIGHT （1995年11月22日、Oo RECORDS）